# Harriet Harman
Harriet Ruth Harman (formelt The Right Honorable Harriet Harman QC MP, født 30. juli 1950 i Marylebone, London) er en britisk politiker, der har været medlem af Underhuset siden 1982, valgt for Labour. Hun var fra 11. maj til 25. september 2010 fungerende partiformand og dermed leder af oppositionen, efter Gordon Brown trak sig tilbage fra posten efter valgnederlaget samme år. I Gordon Browns regering var hun kvinde- og ligestillingsminister fra 2007. 
Harman er uddannet bachelor i statskundskab fra University of York. Hun arbejdede som jurist ved National Council for Civil Liberties fra 1978 til 1982 og blev valgt til Underhuset ved et suppleringsvalg i 1982. 